# تسرب النفط من حقل مينغبولاك
يعتبر انسكاب النفط من حقل مينغبولاك (ويعرف أيضاً بـ"انسكاب نفط وادي فرغانة") أسوأ تسرب نفطي في تاريخ آسيا على الإطلاق. نتج التسرب النفطي عن انطلاق فجائي من حقل مينغبولاك النفطي من الحقل رقم 5 في وادي فرغانة في أوزبكستان. تمّ حرق النفط الخام المتسرب من البئر لمدة شهرين. أدى الانفجار إلى إطلاق حوالي 3500 -150000 متر مكعب يومياً. جُمع حوالي 2000000 متر مكعب خلف سد ترابي أنشئ خلال الأزمة الطارئة تلك. توقف تدفق النفط من تلقاء نفسه. أما إجمالي كمية النفط التي تسربت من الحقل فبلغ 285,000 طن، وكان ذلك خامس أكبر تسرب نفطي في التاريخ. ويعتبر أيضاً أكبر انسكاب داخلي في التاريخ.